# Divisão Central (NHL)
A Divisão Central da NHL (em inglês:  Central Division; em francês:  Section Centrale) é uma das duas divisões da Conferência Oeste da NHL, foi criada em 1993, devido à nova organização de divisões proposta na liga, atualmente é composta por oito equipes, sendo sete dos EUA e uma do Canadá..

## Composição atual
- Chicago Blackhawks
- Colorado Avalanche
- Dallas Stars
- Minnesota Wild
- Nashville Predators
- St. Louis Blues
- Utah Hockey Club
- Winnipeg Jets

## Composições anteriores

### Mudanças em relação à temporada 1992-1993
- A Divisão Central é formada como resultado do reposicionamento proposto pelo Liga
- Minnesota North Stars é transferido para Dallas, Texas, e renomeado para Dallas Stars
- Chicago Blackhawks, Dallas Stars, Detroit Red Wings, St. Louis Blues, e Toronto Maple Leafs são transferidos da Divisão Norris para a Divisão Central
- Winnipeg Jets é transferido da Divisão Smythe para a Divisão Central

#### 1993–1996
- Chicago Blackhawks
- Dallas Stars
- Detroit Red Wings
- St. Louis Blues
- Toronto Maple Leafs
- Winnipeg Jets

### Mudanças em relação à temporada 1995-1996
- Winnipeg Jets é transferido para Phoenix, Arizona, e renomeado para Phoenix Coyotes

#### 1996–1998
- Chicago Blackhawks
- Dallas Stars
- Detroit Red Wings
- Phoenix Coyotes
- St. Louis Blues
- Toronto Maple Leafs

### Mudanças em relação à temporada 1997–1998
- Dallas Stars e Phoenix Coyotes são transferidos para a Divisão do Pacífico
- Toronto Maple Leafs são transferidos para a Divisão Nordeste
- Nashville Predators é adicionado como time de expansão

#### 1998–2000
- Chicago Blackhawks
- Detroit Red Wings
- Nashville Predators
- St. Louis Blues

### Mudanças em relação à temporada 1999-2000
- Columbus Blue Jackets é adicionado como time de expansão

#### 2000–2013
- Chicago Blackhawks
- Columbus Blue Jackets
- Detroit Red Wings
- Nashville Predators
- St. Louis Blues

### Mudanças em relação à temporada 2012-2013
- Colorado Avalanche e Minnesota Wild são transferidos da Divisão Nordeste
- Dallas Stars é transferido da Divisão do Pacífico
- Detroit Red Wings e Columbus Blue Jackets são transferidos para a Conferência Leste
- Winnipeg Jets é transferido da Divisão Sudeste, da Conferência Leste

#### 2013-2020
- Chicago Blackhawks
- Colorado Avalanche
- Dallas Stars
- Minnesota Wild
- Nashville Predators
- St. Louis Blues
- Winnipeg Jets

### Mudanças em relação à temporada 2019-2020
- Devido às restrições da pandemia de COVID-19, a NHL foi reorganizada em 4 divisões sem conferências.
- Colorado Avalanche, Minnesota Wild e St. Louis Blues foram transferidos para a Divisão Oeste.
- O Winnipeg Jets foi transferido para a Divisão Norte.
- Carolina Hurricanes e Columbus Blue Jackets vieram da Divisão Metropolitana.
- Detroit Red Wings, Florida Panthers e Tampa Bay Lightning vieram da Divisão do Atlântico.[2]

#### 2020-2021
- Carolina Hurricanes
- Chicago Blackhawks
- Columbus Blue Jackets
- Dallas Stars
- Detroit Red Wings
- Florida Panthers
- Nashville Predators
- Tampa Bay Lightning

### Mudanças em relação à temporada 2020-2021
- A liga voltou ao antigo agrupamento de divisões e conferências.
- Carolina Hurricanes e Columbus Blue Jackets foram transferidos para a Divisão Metropolitana.
- Detroit Red Wings, Florida Panthers e Tampa Bay Lightning foram transferidos para a Divisão do Atlântico.
- Arizona Coyotes que, antes da temporada 2020-2021, jogava na Divisão do Pacífico, veio da Divisão Oeste.
- Colorado Avalanche, Minnesota Wild e St. Louis Blues vieram da Divisão Oeste.
- O Winnipeg Jets veio da Divisão Norte.[3]

#### 2021-2024
- Arizona Coyotes
- Chicago Blackhawks
- Colorado Avalanche
- Dallas Stars
- Minnesota Wild
- Nashville Predators
- St. Louis Blues
- Winnipeg Jets

### Mudanças em relação à temporada 2023-2024
- O Arizona Coyotes foi adquirido por um empresário de Utah e posto em inatividade, enquanto o Utah Hockey Club se estabelecia em seu lugar.[4]

#### A partir de 2024
- Chicago Blackhawks
- Colorado Avalanche
- Dallas Stars
- Minnesota Wild
- Nashville Predators
- St. Louis Blues
- Utah Hockey Club
- Winnipeg Jets

## Campeões da divisão
- 1994 - Detroit Red Wings
- 1995 - Detroit Red Wings
- 1996 - Detroit Red Wings
- 1997 - Dallas Stars
- 1998 - Dallas Stars
- 1999 - Detroit Red Wings
- 2000 - St. Louis Blues
- 2001 - Detroit Red Wings
- 2002 - Detroit Red Wings
- 2003 - Detroit Red Wings
- 2004 - Detroit Red Wings
- 2005 - Temporada não realizada devido ao locaute da NHL.
- 2006 - Detroit Red Wings
- 2007 - Detroit Red Wings
- 2008 - Detroit Red Wings
- 2009 - Detroit Red Wings
- 2010 - Chicago Blackhawks
- 2011 - Detroit Red Wings
- 2012 - St. Louis Blues
- 2013 - Chicago Blackhawks
- 2014 - Colorado Avalanche
- 2015 - St. Louis Blues
- 2016 - Dallas Stars
- 2017 - Chicago Blackhawks
- 2018 - Nashville Predators
- 2019 - Nashville Predators[5]
- 2020 - St. Louis Blues[6]
- 2021 - Carolina Hurricanes
- 2022 - Colorado Avalanche
- 2023 - Colorado Avalanche
- 2024 - Dallas Stars

## Campeões da Copa Stanley
- 1997 - Detroit Red Wings
- 1998 - Detroit Red Wings
- 2002 - Detroit Red Wings
- 2008 - Detroit Red Wings
- 2010 - Chicago Blackhawks
- 2013 - Chicago Blackhawks
- 2015 - Chicago Blackhawks
- 2019 - St. Louis Blues[7]
- 2021 - Tampa Bay Lightning[6]
- 2022 - Colorado Avalanche